# North Eleuthera
North Eleuthera est l'un des 32 districts des Bahamas. Il est situé sur l'île d'Eleuthera et porte le numéro 23 sur la carte.
Ce district administre aussi l'île de Man Island, un îlot inhabité où l'on trouve le phare de Man Island. Les districts d'Harbour Island et de Spanish Wells, bien que géographiquement situés autour du North Eleuthera, en sont indépendants.
L'aéroport de North Eleuthera (en) se trouve sur cette île, il dessert notamment Harbour Island et Spanish Wells. La route Queen's Highway, qui traverse Eleuthera du Nord au Sud, est le seul lien de North Eleuthera avec le reste de l'île ; la liaison en voiture se fait via le Glass Window Bridge, un lieu touristique populaire de l'île réputé pour son étroitesse d'une dizaine de mètres,,.
Au recensement de 2010, la population du district était de 3 247 habitants.

## Culture
Au XIXe siècle, l'île d'Eleuthera était un des plus gros producteurs d'ananas au monde ; en 2023 il reste encore un petit nombre de fermes d'ananas. Tous les ans, la fête de l'ananas a lieu à North Eleuthera,.